# 花園遊廓
花園遊廓（はなぞのゆうかく）は、長崎県佐世保市花園町にかつて存在した遊廓。

## 概要

### 楽園
1938年に刊行された『佐世保商工人名録』によると、花園町の楽園は、料理業の快遊亭（野田）、山月楼（山本）、三國屋（前田）、新高砂楼（畑田）、吉津楼（栗村）、芙蓉楼（佐藤）、長門楼（飯田）、満洲（長谷啓之助）、高砂楼（畑田）、松月楼（田中）、丸一楼（来山）、國華楼（西村）、鶴鳴楼（畠山）、大明楼（大久保）、大黒楼（藤井）、一福楼（加藤）、新花月（沖藤）、音羽楼（村上）、新潟楼（斎藤）、新開楼（藤原）、三盛楼（石田）、梅屋（行村）、吾妻楼（広吉）、若月楼（奥川）、第一吉津楼（栗村）、幸昇楼（山田）、鶴廼家（野田）、新高砂支店（畑田）、第二吉津楼（栗村）、花園楼（前田）、石橋楼（牛草）、國明楼支店（福田）、第三吉津楼（栗村）、大阪楼（河村）、新松楼（古賀）、尾道楼（榊原）、昇進楼（三谷）、萩の井（横尾）、一軒屋（岩永）、鶴鳴楼支店（青山）、此の花楼（来山）等がある。

### その他
ちなみに花園町の町名由来については『佐世保志 上巻』に「本町は遊郭地だったため、単に派手な名称を付けたに過ぎない」とある。